# Otto von Corvin

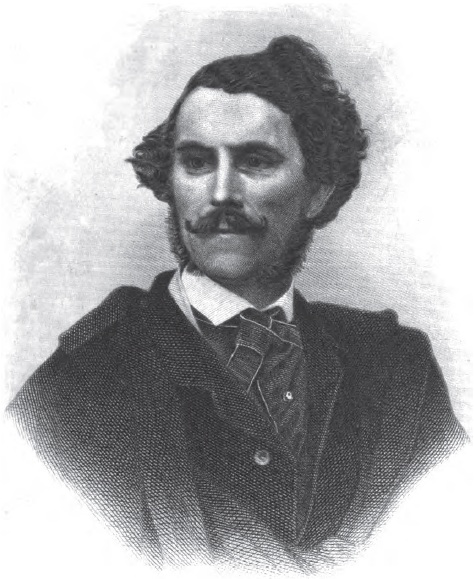
Otto von Corvin

Otto von Corvin bzw. Otto Julius Bernhard von Corvin-Wiersbitzki (* 12. Oktober 1812 in Gumbinnen; † 1. März 1886 in Wiesbaden) war ein deutscher Schriftsteller. Bekannt ist er heute vor allem als Verfasser des Buches Der Pfaffenspiegel (1845), mit dem er die katholische Kirche angriff.

## Leben

### Jugend
Corvin stammte aus einer polnisch-preußischen Familie und war der Sohn des Postdirektors von Gumbinnen Heinrich von Corvin-Wiersbitzki und dessen Ehefrau Catharina Wilhelmine Sophie Mandel. 1817 ließen sich Corvins Eltern scheiden.
Als Sohn eines Majors a. D. schlug er zunächst eine militärische Laufbahn ein und absolvierte die Kadettenschulen in Berlin und Potsdam, ab 1830 war er als Leutnant in Mainz und Saarlouis tätig. Da sich seine Hoffnungen auf eine Anstellung im Auswärtigen Amt bzw. Diplomatischen Dienst nicht erfüllten, nahm er seinen Abschied und ließ sich als Schriftsteller in Leipzig nieder; allerdings ohne großen Erfolg.

### Schriftstellerische Tätigkeit
Seinen Lebensunterhalt verdiente er sich als Auftragsschreiber und Redakteur verschiedener Jagdzeitschriften. Zusammen mit Friedrich Wilhelm Held fungierte er als Herausgeber der Zeitschrift Locomotive. Durch diese Arbeit machte Corvin recht schnell Bekanntschaft mit dem Leipziger Literatenverein.
Später schloss der Freidenker sich liberaldemokratischen und antiklerikalen Kreisen an. Die Debatte um die Trierer Wallfahrt von 1844 zum ausgestellten Heiligen Rock veranlasste Corvin, seinen Pfaffenspiegel (1845) zu schreiben und zu veröffentlichen.
1839 heiratete Corvin in Frankfurt am Main Helene, eine Tochter des Kaufmannes Franz Bernhard Peregrin Cardini. Die Ehe blieb kinderlos.

### Politik
Schon früh begeisterte sich Corvin für die Deutsche Revolution 1848/1849. Er war Ausbilder der Deutschen Demokratischen Legion, und ab Frühjahr 1848 gehörte er als „Chef des Generalstabs“ der „Deutschen Demokratischen Legion“ zu den Anführern der Revolution im Elsass und am Oberrhein. Während des Heckerzuges nahm er am 27. April 1848 am Gefecht bei Dossenbach teil. Am 23. Juli 1849 übergab Corvin die Festung Rastatt an die Preußische Armee. Er selbst wurde als Kriegsgefangener am 15. September 1849 standrechtlich zum Tode verurteilt. Sein Anwalt Rudolf Kusel erreichte jedoch, dass die Strafe in sechs Jahre Einzelhaft umgewandelt wurde, die Corvin in Bruchsal absaß.

### Ausland
Sofort nach seiner Entlassung 1855 verließ Corvin Deutschland und war in Großbritannien als freier Journalist für mehrere Zeitungen und Zeitschriften tätig. 1861 entsandte ihn die Augsburger Allgemeine nach New York, wo er sozial und politisch engagiert arbeitete. Als Sonderberichterstatter meistenteils deutscher Zeitungen nahm er am Sezessionskrieg teil und berichtete von der Front.
Als freier Mitarbeiter war er auch für renommierte Blätter wie The Times, New York Times, die Allgemeine Zeitung und Charles Dickens Household Words sowie für die Zeitschrift Die Gartenlaube tätig. Nach seiner Rückkehr schrieb er als Reporter für die Wiener Neue Freie Presse.

### Lebensabend

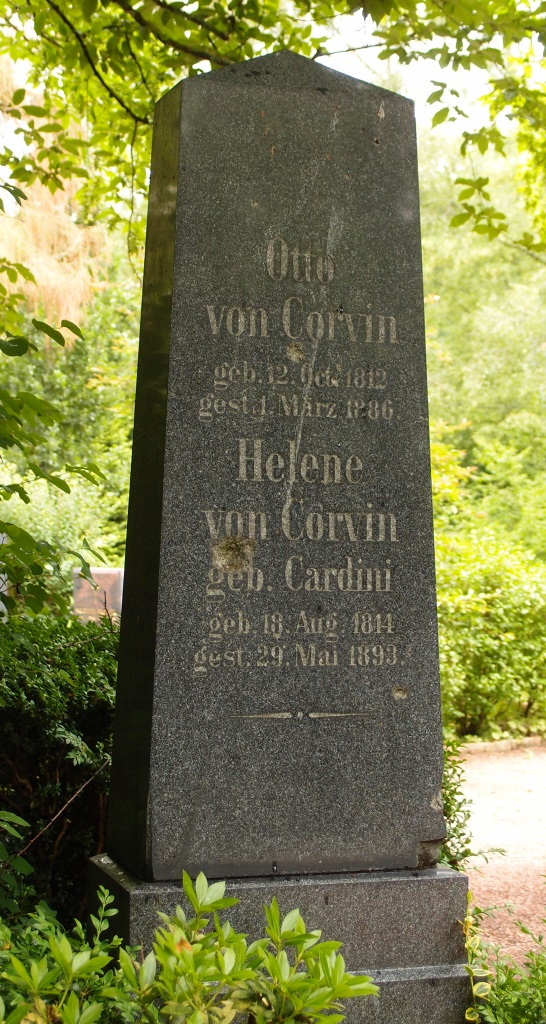
Grab von Otto von Corvin auf dem Nordfriedhof in Wiesbaden

1874 kehrte Corvin nach Deutschland zurück und ließ sich in Wertheim nieder. Er erfand ein Verfahren zur Herstellung von kunsthandwerklichen Metallarbeiten, die nach ihm „Corviniellos“ genannt wurden. Das Patent verkaufte er 1876 an eine Krefelder Firma. Später zog es ihn beruflich für kurze Zeit nach Leipzig, seinen Ruhestand wollte er in Wiesbaden verbringen. Dort starb Otto Julius Bernhard von Corvin-Wiersbitzki im 74. Lebensjahr am 1. März 1886.
Seine letzte Ruhestätte fand er auf dem Nordfriedhof in Wiesbaden.

## Werke
- Erinnerungen eines Volkskämpfers, Gebrüder Binger, Amsterdam 1861 
  - Band 1 online in der Google-Buchsuche
  - Band 2 online in der Google-Buchsuche
  - Band 3 online in der Google-Buchsuche
  - Band 4 online in der Google-Buchsuche
  - Auswahl: Ein Leben voller Abenteuer. Hrsg. Hermann Wendel. 2 Bände, 1924
  - Auswahl: Die Abenteuer des Herrn v. C. Aus seinen Lebenserinnerungen. Hrsg. Hans Joachim Malberg. Rudolstadt 1965; H.Freistühler, Schwerte/Ruhr 1970
- Die Geißler. H. Freistühler, Schwerte/Ruhr 1975. ISBN 3-87237002-2 <Repr. d. Ausg. Leipzig 1860>
- Die goldene Legende. Eine Naturgeschichte der Heiligen, Bern 1876; Rudolstadt 1889
- Historische Denkmale des christlichen Fanatismus, Leipzig 1845. Auflagen ab 1868 als Pfaffenspiegel, mit dem ursprünglichen Titel als Untertitel. Heyne, München 1982. – ISBN 3-453-50019-9 <Repr. d. Ausg. Rudolstadt 1885>
- Illustrierte Weltgeschichte für das Volk, mit F.W.A.nHeld, 4 Bände 1844–51
- Aus dem Zellengefängnis. Briefe aus bewegter, schwerer Zeit 1848–1856. Leipzig, Verlag von Wilhelm Friedrich o. J. (ca. 1884). 546 Seiten
- Erste Liebe. Kreisel, Leipzig 1939
- Die heilige Trödelbude und andere geistliche Kapitel. Nordland-Verlag, Berlin 1944